# Tiếng Kaytetye
Tiếng Kaytetye (còn được viết là Kaititj, Gaididj, Kaiditj, Kaytej) là một ngôn ngữ thổ dân Úc nói ở Lãnh thổ Bắc Úc, về phía bắc Alice Springs. Đây là tiếng nói của người Kaytetye sống quanh Barrow Creek và Tennant Creek. Nó nằm trong nhánh Aranda của ngữ hệ Pama-Nyungar, có liên quan đến các phương ngôn tiếng Thượng Arrernte tại Alice Springs. Ngôn ngữ này có hệ thống âm vị khá khác thường.
Tiếng Kaytetye đang bị đe doạ; dù vẫn là ngôn ngữ dùng trong đối thoại, số lượng người nói đang giảm xuống, với chỉ 120 người theo thống kê 2016.
Người Kaytetye có một ngôn ngữ ký hiệu phát triển gọi là Akitiri hay Eltye eltyarrenke.

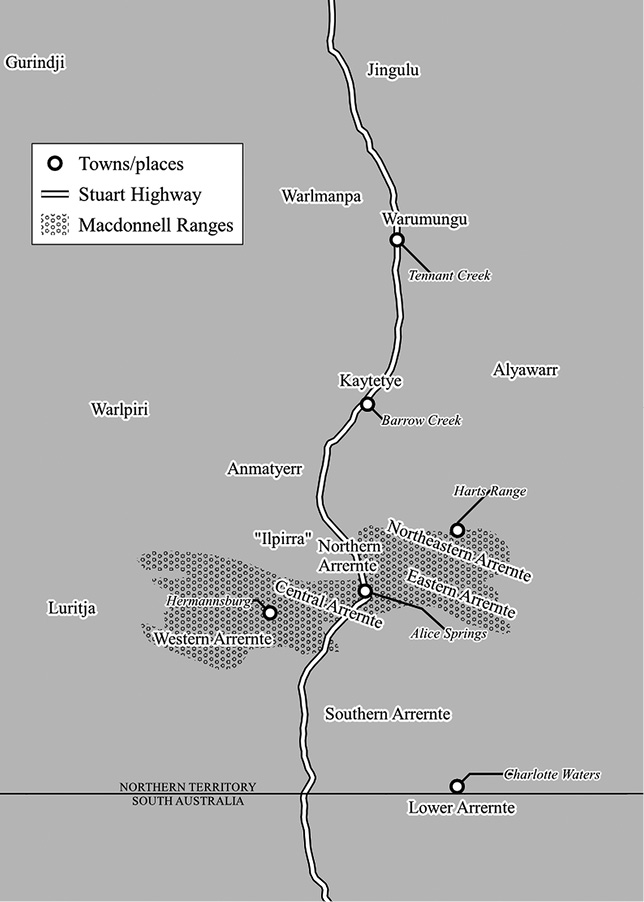
Bản đồ cho biết vị trí của tiếng Kaytetye và các ngôn ngữ lân cận

## Âm vị học
Tiếng Kaytetye có nhiều khía cạnh khác thường về mặt âm vị học. Từ luôn bắt đầu bằng nguyên âm, kết thúc bằng schwa; cấu trúc âm tiết CV(C) chỉ xuất hiện trong nội tại từ, như trong từ arrkwentyarte 'ba' (schwa được viết là ⟨e⟩, nhưng ở đầu từ, âm schwa không được viết ra và có khi được lượt bỏ). Chỉ có hai nguyên âm thường gặp, thay vào đó, tiếng Kaytetye có hệ thống phụ âm lớn, có cả phụ âm tắc trước và vòm hoá trước.

### Phụ âm
Phụ âm có thể ở dạng thường hay môi hoá.
|                    | Ngoại vi   | Ngoại vi | Coronal     | Coronal       | Coronal     | Coronal   | Coronal |
| Phiến lưỡi         | Phiến lưỡi | Ngoại vi | Âm đầu lưỡi | Âm đầu lưỡi   | Âm đầu lưỡi |           |         |
| Đôi môi            | Ngạc mềm   | Vòm      | Răng        | Vòm hoá trước | Chân răng   | Quặt lưỡi |         |
| ------------------ | ---------- | -------- | ----------- | ------------- | ----------- | --------- | ------- |
| Tắc                | p pʷ       | k kʷ     | c cʷ        | t̪ t̪ʷ          | ʲt ʲtʷ      | t tʷ      | ʈ ʈʷ    |
| Mũi                | m mʷ       | ŋ ŋʷ     | ɲ ɲʷ        | n̪ n̪ʷ          | ʲn ʲnʷ      | n nʷ      | ɳ ɳʷ    |
| Mũi tắc trước      | ᵖm ᵖmʷ     | ᵏŋ ᵏŋʷ   | ᶜɲ ᶜɲʷ      | ᵗn̪ ᵗn̪ʷ        | ʲᵗn ʲᵗnʷ    | ᵗn ᵗnʷ    | ᵗɳ ᵗɳʷ  |
| Tiếp cận cạnh lưỡi |            |          | ʎ ʎʷ        | l̪ l̪ʷ          | ʲl ʲlʷ      | l lʷ      | ɭ ɭʷ    |
| Tiếp cận           |            | ɰ w      | j jʷ        |               |             |           | ɻ ɻʷ    |
| Vỗ                 |            |          |             |               |             | ɾ ɾʷ      |         |

[w] về mặt âm vị là /ɰʷ/. Khi viết, /ɰ/ là ⟨h⟩.

### Nguyên âm
|      | Trước | Giữa  | Sau |
| ---- | ----- | ----- | --- |
| Đóng | (i)   | ɨ ~ ə |     |
| Vừa  |       | ɨ ~ ə |     |
| Mở   |       | a     |     |

/i/ rất ít gặp.
Hệ thống hai nguyên âm rất hiếm thấy, nhưng có xuất hiện trong tiếng Thượng Arrernte (một ngôn ngữ gần gũi) cũng như trong vài ngôn ngữ Tây Bắc Kavkaz. Có vẻ hệ thống nguyên âm này bắt nguồn từ hệ thống ba nguyên âm /i a u/ điển hình cho ngôn ngữ bản địa Úc: *u truyền tính tròn môi cho phụ âm lân cận, tạo nên loạt phụ âm môi hóa, còn *i mất tính nghiêng về trước (tính vòm), hình thành loạt âm vòm hoá trước trong một số trường hợp.